# Едвард Перселл
Е́двард Пе́рселл (англ. Edward Mills Purcell; 30 серпня 1912, Тейлорвіль, США — 7 березня 1997, Кембридж (Массачусетс), США) — американський фізик. Лауреат Нобелівської премії з фізики 1952 року за відкриття ядерного магнітного резонансу в рідинах та твердому тілі.

## Біографія
Навчався в Університеті Пердью та в Гарварді. Під час Другої світової війни працював в МІТ над розробкою мікрохвильового радара. У 1945 році відкрив ядерно-магнітний резонанс. Також першим детектував радіо-випромінення нейтрального галактичного водню. Зробив важливі відкриття в галузі фізики твердого тіла своїми роботами зі спінової та ядерно-магнітної релаксації й від'ємної спінової температури. Порушив питання про CP-інваріантність.